# 大深内郵便局
大深内郵便局（おおふかないゆうびんきょく）は青森県十和田市にある郵便局である。民営化前の分類では集配特定郵便局であった。局番号は84117。

## 概要
住所：〒034-0199 青森県十和田市大字洞内字後野19-3

## 沿革
- 1910年（明治43年）3月26日 - 大深内郵便局（三等）として開設[1]。
- 1958年（昭和33年）6月29日 - 電話交換事務の取扱を十和田電報電話局に移管[2]。
- 1967年（昭和42年）3月31日 - 和文電報配達事務を十和田電報電話局に移管。
- 2007年（平成19年）3月5日 - ゆうゆう窓口（郵便時間外窓口）を廃止し、配達センター局に移行。
- 2007年（平成19年）10月1日 - 民営化に伴い、併設された郵便事業三沢支店大深内集配センターに一部業務を移管。
- 2012年（平成24年）10月1日 - 日本郵便株式会社発足に伴い、郵便事業三沢支店大深内郵便局を大深内郵便局に統合。

## 取扱内容
- 郵便、印紙、ゆうパック、内容証明
- 貯金、為替、振替、振込、国債
- 生命保険、バイク自賠責保険
- ゆうちょ銀行ATM
- 十和田市内の一部地域（〒034-01xx）の集配業務

## 周辺
- 十和田市立洞内小学校
- みちのく国際ゴルフ倶楽部

## アクセス
- 十和田観光電鉄バス 洞内停留所下車、徒歩約1分
- 第二みちのく有料道路 三沢十和田下田ICから西へ約17km
- 国道4号沿い
- 駐車場あり：3台